# Pishtâk

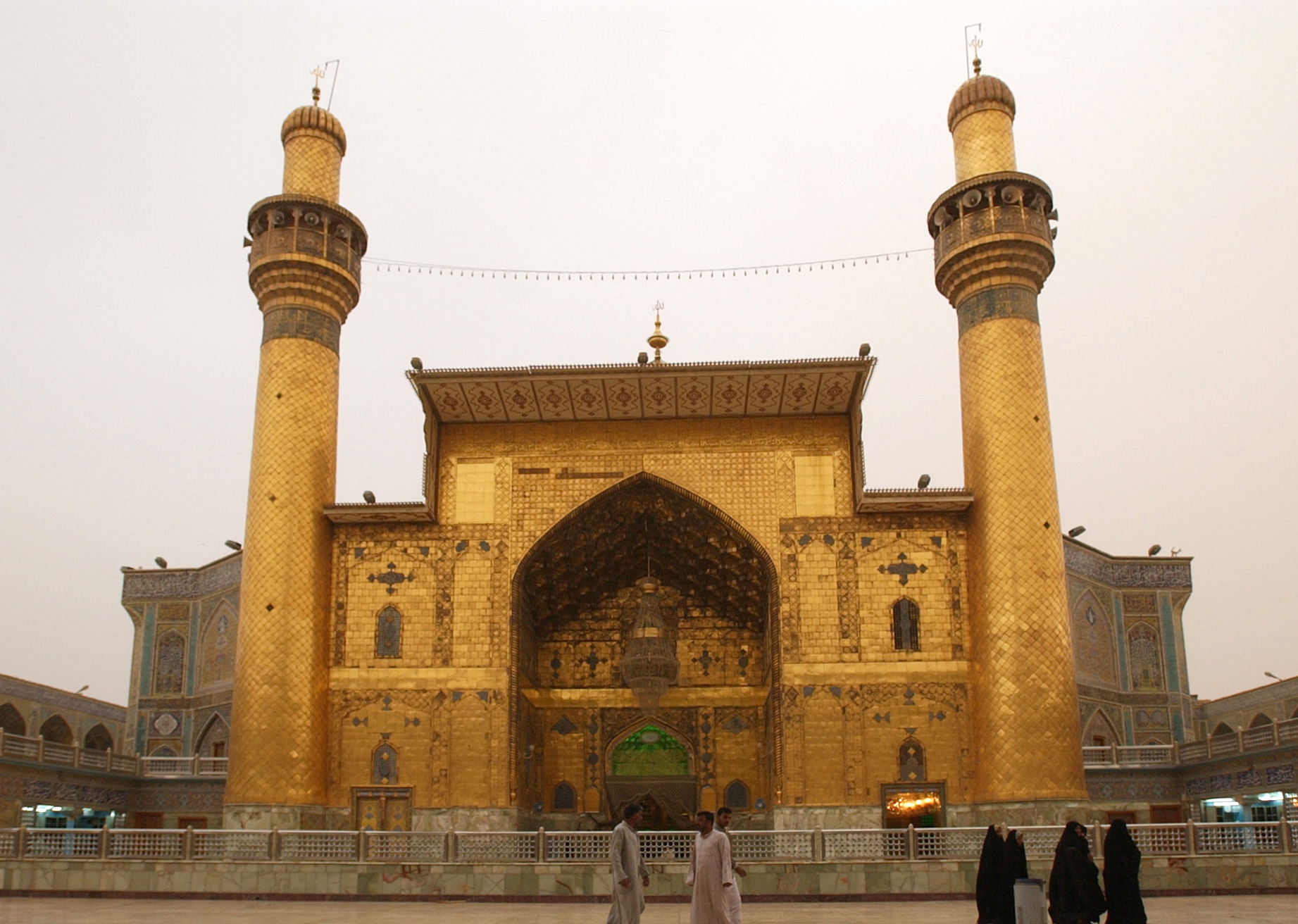
Esempio di pishtak: Mausoleo di ʿAlī ibn Abī Ṭālib, Najaf - Iraq

Il pishtak è un elemento dell'architettura islamica d'origine persiana. Si tratta di un portale a forma di arco (o iwan) sporgente dalla parte anteriore. In generale, nel caso di impiego nell'architettura di una moschea, è affiancato da due minareti, ma questa non è una scelta sistematica.
Viene utilizzato ampiamente nel mondo arabo, in particolare nelle aree con forte presenza sciita (vedi foto Najaf, Iraq).